# Улица Рождественка
У́лица Рожде́ственка (в 1948—1989 годах — у́лица Жда́нова) — улица в Мещанском районе Центрального административного округа города Москвы. Проходит от Театрального проезда до Рождественского бульвара, лежит между Неглинной улицей и Большой Лубянкой параллельно им. Нумерация домов ведётся от Театрального проезда.

## Описание
Улица идёт с юга на север, от Театрального проезда до Рождественского бульвара. Рождественку пересекают улицы Пушечная и Кузнецкий Мост; с нечётной стороны на улицу выходят Сандуновский, Звонарский и Нижний Кисельный переулки; с чётной стороны — Варсонофьевский и Большой Кисельный переулки. Протяжённость Рождественки составляет 770 метров, ширина проезжей части в среднем около 8 м, расстояние между домами — от 14 до 24 м.

## Происхождение названия
Название XIV—XV веков дано по монастырю Рождества Пречистой Богородицы, расположенного в конце улицы на углу с Рождественским бульваром.

## История
В 1386 году княгиня Мария, мать серпуховского князя Владимира Андреевича Храброго, героя Куликовской битвы (засадный полк которого решил исход сражения), основала монастырь Рождества Пречистой Богородицы в похвалу Богородицы, поскольку битва произошла в день праздника Её Рождества, и в память всех погибших в ней православных. Место было выбрано за городом на крутом берегу реки Неглинной. Впоследствии к монастырю проложили дорогу, которая со временем стала улицей Рождественкой. Эта улица никогда не имела продолжения за Бульварным кольцом и упиралась в Рождественский бульвар. Исторически застраивалась, главным образом, правая сторона улицы, на левой долгое время располагались монастырские огороды, спускавшиеся к реке Неглинной.
Монастырь был закрыт в 1923 году. В его помещениях разместились различные конторы, милиция, клуб, а кельи использовались под жильё. В 1990 году монастырь возвращён Церкви.
В 1948 году улица была переименована в улицу Жданова в честь советского государственного деятеля А. А. Жданова, в 1989 году улице было возвращено историческое название.
В апреле — сентябре 2019 года было проведено комплексное благоустройство улицы и прилегающих переулков.

## Примечательные здания и сооружения

### По нечётной стороне

#### Комплекс доходных домов и бань Хлудовых (№ 1/3/2)

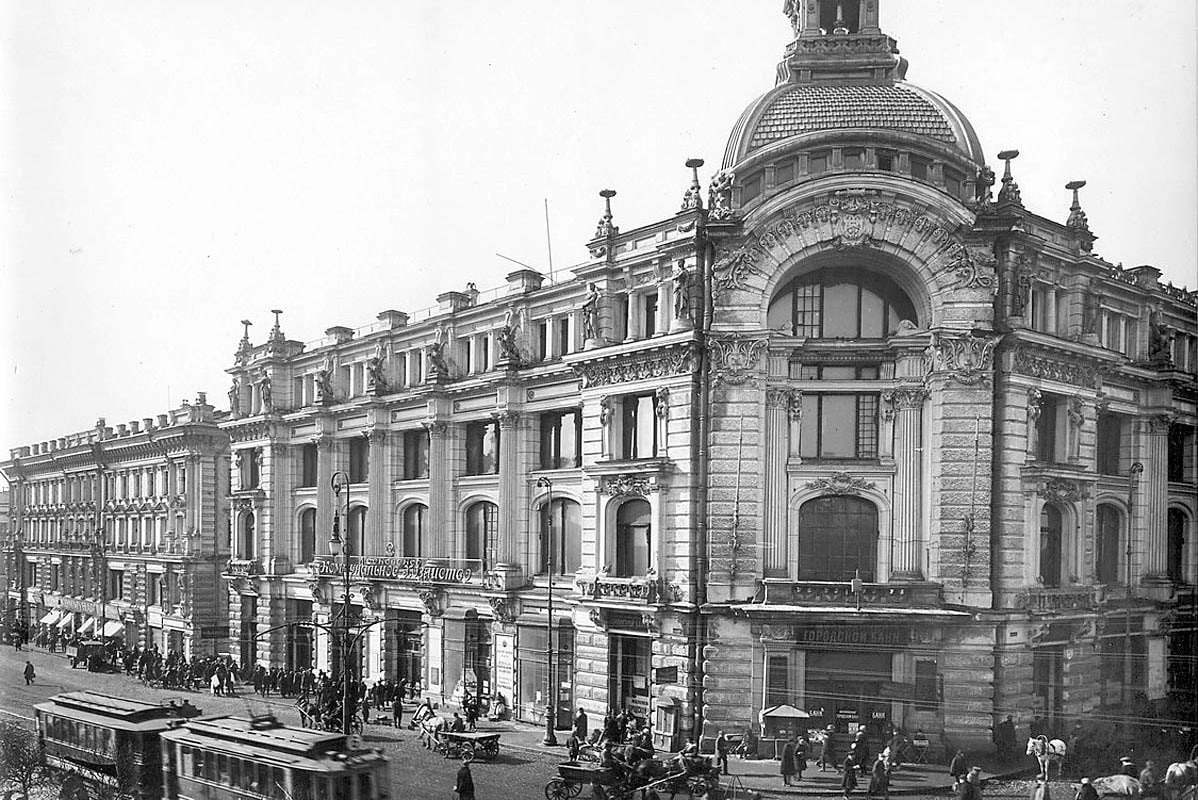
Доходный дом наследниц Хлудовых

Часть территории, на которой в XV веке при великом князе Иване III была основана Пушечная изба, преобразованная после пожара в 1488 году в Московский Пушечный двор. Двор являлся центром литейного производства и подчинялся Пушкарскому приказу, который в 1670 году был переведён на эту территорию. Пушечный двор представлял собой обширное строение в виде конусообразной башни, обнесённой высокой стеной. После перевода в 1739 году Двора на новое место, здесь до 1795 года размещались военный склад и Московское артиллерийское депо. Пушечный двор был разобран в 1803—1804 годах, холм, на котором он располагался был срезан, а улица Рождественка, вобрав в себя Пушечный переулок, протянулась до «проезда подле Китайской стены» (современного Театрального проезда). В 1821—1823 годах участок был приобретён грузинскими цесаревичами Ираклием и Окропиром Георгиевичами, которые возвели на участке новые здания с домовой церковью Рождества Богородицы. В конце 1870-х годов участок приобрёл почётный гражданин, текстильный фабрикант Г. И. Хлудов, по заказу которого архитекторами В. Г. Залесским и П. П. Скоморошенко строения были отремонтированы, осуществлены пристройки и надстройки.
Современное здание, выходящее главным фасадом на Театральный проезд, построено по заказу Хлудова в 1889 году по проекту архитектора С. С. Эйбушица (строение 2). В состав дома вошло здание грузинских цесаревичей. Фасад изначально четырёхэтажного дома (два верхних этажа надстроены позднее) эклектичен, решён архитектором с использованием форм классической и барочной архитектуры. В 1893 году Архитектор Л. Н. Кекушев на углу Рождественки с Театральным проездом построил для Хлудовых ещё одно здание (строение 1). Срезанный угол дома подчёркнут трёхгранным эркером, обрамлённым большим порталом на высоту пяти этажей. Верхний аттиковый этаж оформлен тонкими чёрными колоннами в простенках между окнами и завершён сильно вынесенным карнизом. В 1934 году доходный дом был надстроен и получил новое оформление по проекту архитектора С. Е. Чернышёва. В 2001 году дом был вновь изменён по проекту архитектора М. М. Посохина. Несмотря на переделки, фасад здания сохраняет формы раннего московского модерна. Оба здания являются ценными градоформирующими объектами.
После постройки в одном из дворовых корпусов разместились «Русско-китайские бани», также называемые по имени владельцев Хлудовскими. Цены Хлудовских бань начинались от 5 копеек в «простонародных банях» и доходили до 10 рублей за отдельный трёхкомнатный номер. Интерьеры бань были расписаны художником А. А. Томашко. В доходном доме Хлудовых в начале XX века размещались московское отделение «Русского общества Шуккерт и К», магазин торговой фирмы «Эмиль Бодло и К», книжный магазин букиниста И. Фадеева, кинематограф «Экспресс», ресторан «Ялта» и бар «Товарищества Трёхгорного пивного завода». Находившееся в доме Русское общество любителей фотографии посещали Н. Е. Жуковский, Н. А. Умов, Н. Д. Зелинский, А. П. Павлов. Со стороны Рождественки в доме размещалось Московское отделение Русского технического общества, при котором работал «Музей содействия труду». В обществе работали Л. А. Чугаев, Г. П. Передерий, К. К. Мазинг, В. Н. Образцов и другие. В доме жили: актриса Малого театра М. Ф. Андреева, архитекторы Л. Н. Кекушев, И. А. Иванов-Шиц, И. В. Жолтовский.
В советское время бани стали называться «Центральными» и продолжали работать вплоть до начала 1990-х годов. В 1934 году здание было надстроено двумя этажами. В 1924—1925 годах в доме начал работу Московский коммунальный музей — предшественник современного Музея истории Москвы, во главе которого стояли московеды П. В. Сытин и П. Н. Миллер. В доме разместился Департамент морского транспорта. После закрытия бань, в их бывших помещениях разместились ресторан «Серебряный век» и трактир «Аркадия».

#### Дом страхового общества «Саламандра» с гостиницей и рестораном «Савой» (№ 3/6)
Часть территории, занимаемой ранее Пушечным двором. В 1821 году Комиссия для строений в Москве продала участок полковнику А. В. Аргамакову. После раздела владения в 1880-х годах территория отошла его внучке, княгине О. А. Туркестановой. В 1909 году угловую с Софийкой часть приобрело страховое общество «Саламандра», по заказу которого в 1912—1913 годах архитектором В. А. Величкиным был возведён доходный дом, в котором разместилась гостиница «Берлин», после начала первой мировой войны переименованная в «Савой». Пятиэтажное здание построено в неоклассическом стиле с элементами ампира. Угол здания срезан и оформлен на втором этаже полуротондой с ионической колоннадой, завершённой балконом третьего этажа. Над входом в здание со стороны Рождественки сохранился первоначальный металлический зонтик. Кафе «Савой» в гостинице было оформлено архитектором П. П. Висневским, при участии художника А. А. Томашки.
После октябрьской революции в доме разместилось общежитие Наркоминдела, а позднее здание вновь было отдано под гостиницу. В 1935 году в гостинице жили писатели Ромен Роллан и Анри Барбюс. В 1958 году гостиница получила название «Берлин». Гостиница располагала 90 номерами на 157 мест. После проведённой в 1987—1989 годах реконструкции, в ходе которой было восстановлено первоначальное оформление фасадов здания, гостинице было возвращено историческое название «Савой». В настоящее время гостиница предлагает постояльцам 67 комфортабельных номеров различных категорий. Редизайн номеров осуществлён под руководством итальянского архитектора Л. Тониони. Частично сохранилась отделка первого этажа здания, в том числе интерьер ресторана в духе рококо с богатой лепниной и росписями. Здание отнесено к категории ценных градоформирующих объектов.

#### Доходный дом Суздальского подворья (№ 5/7)
Доходный дом Суздальского подворья построен в 1886 году по проекту архитектора В. П. Гаврилова.

#### Доходные здания Джамгаровых (№ 7/18)
В XVII веке на этой территории находилось владение дьяка Н. Полунина, которое с севера граничило с Суздальским подворьем. В середине XVIII века участком владел надворный советник А. Н. Оболдуев, а затем его наследники. Позднее дом, уцелевший во время пожара 1812 года, принадлежал титулярной советнице Н. Бахтеревой. C 1825 года более 50-ти лет владение принадлежало московскому купцу В. Соколову и его наследникам. Соколовы сдавали помещения различным магазинам: соломенных шляп «Французский базар»; серебряных изделий, столовых и чайных принадлежностей фабрики К. Пеца; торговавшему полотном и бельём «Голландскому магазину» И. Левинсона. В 1880-х годах для размещавшейся здесь фотостудии фотографа М. М. Панова над одним из дворовых флигелей был построен стеклянный павильон-фонарь. В конце 1880-х годов сначала арендаторами, а затем и владельцами участка стали братья-банкиры Джамгаровы.

##### Магазин издательства Вольф (правая часть)
В 1893 году по заказу Джамгаровых архитектором Б. В. Фрейденбергом был построен трёхэтажный дом. Симметричный фасад здания украшен львиными масками, центральная часть выделена барочным металлическим куполом с флюгером на мачте. Четыре крупные витрины первого этажа, форма которых первоначально была эркероподобна, задают зданию масштаб. Далее оконные проемы располагаются по убывающей величине: на втором этаже — средние, на третьем — самые небольшие.
Ещё с 1860-х годов, когда владение принадлежало Соколовым, здесь начали размещать небольшие книжные лавки, а в 1890-х годах в новом здании издательство «Товарищество М. О. Вольф» открыло большой книжный магазин, после революции получивший название «Книжная лавка писателей». Издательство М. О. Вольфа выпускало научные труды, популярную и детскую литературу, иллюстрированные издания большого формата, серийные издания «Библиотека знаменитых писателей», «Нравственные романы для юношества», «Библиотека юного читателя».
В начале XX века здесь размещалось «Славянское вспомогательное общество в Москве», которое видело своей целью духовно-культурное сближение славян. В Общество входили книгоиздатель и просветитель И. Д. Сытин, писатель и журналист В. А. Гиляровский и многие другие общественные деятели начала века. В конце 1920-х годов в доме находилась контора организации по распространению печати «Международная книга», антикварным отделом которой заведовал П. П. Шибанов, затем магазин книг на иностранных языках. Здесь же работал книжный «Золотой магазин», долгое время сохранявший первоначальное оформление интерьеров двух залов, уничтоженное в 1990-х годах при размещении здесь магазинов «Смоленские бриллианты» и «Мужской магазин». До сегодняшних дней в здании продолжает работать «Книжная лавка писателей». В 1980 году, когда магазин собирались перенести в другое место, писательская общественность настояла на том, чтобы оставить его на прежнем месте. Здесь также размещается магазин «Дом иностранной книги», в котором представлена учебная и художественная литература на иностранных языках. С 1950-х годов в доме размещалось представительство Молдавской ССР, а с 1992 года часть здания занимает Посольство Молдавии в Российской Федерации.

##### Торговый дом «Н. Жарков и М. Соколов» (левая часть)
В 1907—1909 годах угловое с Рождественкой здание было перестроено по заказу Джамгаровых архитектором А. Э. Эрихсоном и вошло в единый архитектурный комплекс владения № 18/7. В некоторых источниках авторство здания неверно приписывается архитектору А. Кузнецову. Элегантное трёхэтажное сооружение в стиле модерн, фасад которого почти сплошь занимают витрины, выделяется своеобразной ритмикой вертикальных и горизонтальных членений, закруглёнными козырьками-карнизами и мелкой расклетовкой окон (сохранилась лишь частично в третьем этаже). Первоначально почти все междуэтажные горизонтальные тяги фасада содержали рекламные надписи, часть которых уже первоначально предусматривалась в проекте Эрихсона. Фасад дома перекликался с оформлением здания торгового дома «М. Я. Масленников и К», занимавшего угол Кузнецкого Моста и Большой Лубянки (см. ул. Кузнецкий Мост, 24). В доходном здании Джамгаровых размещались многочисленные магазины: торговавший обоями Торговый дом «Н. Жарков и М. Соколов», меховых товаров М. И. Рогаткина-Ёжикова, обувной Генриха Вейса, магазин мануфактуры «Селект», салон венской мебели Якова и Иосифа Кон и другие. В советское время дом так же был занят различными магазинами и учреждениями. До недавнего времени на первом этаже здания располагалось швейное ателье.

#### Доходный дом П. М. и С. М. Третьяковых (Банк «Лионский кредит») (№ 9/13)
Первые сведения о застройке углового участка относятся к середине XVIII века, когда здесь стояли две каменные палаты подьячего Г. И. Советова. Затем участок стал частью владения, принадлежавшего Волынским, Воронцовым, Бекетовым. В 1801 году владелец усадьбы П. П. Бекетов открыл здесь типографию, в которой начал издавать сочинения русских писателей И. Ф. Богдановича, Д. И. Фонвизина, Н. И. Гнедича, В. А. Жуковского, М. М. Хераскова, А. Н. Радищева и многих других. Бекетов издавал также журналы «Друг просвещения» и «Русский вестник», являлся председателем Московского общества истории и древностей российских.
В 1809 году владение перешло Московской медико-хирургической академии, среди многочисленных выпускников которой были анатом и хирург И. В. Буяльский, профессор акушерства и судебной медицины Г. И. Кораблёв, врач М. А. Достоевский (отец писателя), биолог К. Ф. Рулье. Помещения бывшей типографии Бекетова занял анатомический кабинет, в котором «страшно оскалив зубы, стояли человеческие скелеты». Бывший парк Воронцова был приспособлен под ботанический сад с участками для разведения лекарственных растений. Предположительно, во время нашествия французских войск здесь в одном из домов останавливался Стендаль. С 1846 года в зданиях переехавшей в Санкт-Петербург академии размещались Медицинские клиники Московского университета. В Клиниках преподавали и работали видные университетские ученые: хирург А. И. Овер, врач-клиницист Ф. И. Иноземцев, основатель московской клинической школы Г. А. Захарьин, врач-терапевт А. А. Остроумов, один из основоположников российской гинекологии В. Ф. Снегирёв. Здесь работал и некоторое время жил при клинике хирург и учёный Н. В. Склифосовский.
В 1891 году угловой с Рождественкой участок был приобретён братьями Третьяковыми. Уже в 1892 году по заказу владельцев было построено сохранившееся до нашего времени трёхэтажное здание доходного дома, увенчанное высокими шатрами. Архитектор А. С. Каминский, являвшийся мужем сестры Третьяковых и выполнивший для них несколько проектов, применил в оформлении фасада дома характерный для его творчества русский стиль. Однако структура здания, пластический ритм его фасадов, крупные оконные проёмы первого этажа позволяют отнести его к периоду заката эклектики. Первый и второй этажи здания были спроектированы Каминским под размещение торговых и конторских помещений, третий — под квартиры. Парадный вход в деловую часть расположен с угловой части здания, входы в квартиры находятся по торцевым фасадам с обеих улиц. Боковые фасады здания строго симметричны и точно повторяют друг друга. Планировка доходного дома проста и логична: по его центру через оба корпуса проходит коридор, который делит помещения на два ряда залов, идущих вдоль двух уличных фасадов.
Правая часть здания по Рождественке сдавалось Третьяковыми банку «Лионский кредит». В подвале доходного дома находились надёжные стальные сейфы банка, аналогов которым в Москве в то время не существовало. По предложению А. Каминского хранилище было сделано герметичным, и каждый вечер по окончании банковских операций оно с помощью специальных устройств затапливалось из протекающей неподалёку в трубе реки Неглинной. В левой части дома со стороны Кузнецкого Моста располагался популярный художественный магазин фирмы И. Дациаро, в котором продавались картины, эстампы, гравюры, бумага и принадлежности для художников. Здесь также работали магазины: швейных машин, фонографов товарищества «Блок Ж», «Энфильд», при котором долгое время находился первый в стране клуб лыжников. На третьем этаже размещались три большие квартиры на 6, 7 и 8 комнат, одну из которых снимал владелец магазина Дациаро.
В 1930 году в здании размещались редакции журналов «Октябрь», главным редактором в котором работал А. С. Серафимович и «Рост» (редактор В. М. Киршон). В советское время здесь также размещались: Народный комиссариат юстиции, Московская губернская прокуратура, Прокуратора РСФСР, затем Прокуратура Российской Федерации. В 1980-х годах в помещениях бывшего магазина Дациаро работал парикмахерский салон. В 2004 году было принято решение о реконструкции здания под торгово-офисный центр. В марте 2008 года при проведении строительных работ в здании произошёл крупный пожар, который нанёс ему значительный ущерб: пострадали стены, частично обрушились перекрытия и крыша. В 2011 году заканчивается реставрация доходного дома, осуществляемая под руководством архитектора А. Д. Студеникина. Владельцем здания является Банк Москвы. Доходный дом Третьяковых является объектом культурного наследия регионального значения и принадлежит к числу наиболее ярких и характерных образцов архитектуры России второй половины XIX века, как с точки зрения художественного стиля, так и функциональных особенностей — структуры и планировки здания.

#### Комплекс зданий Московского архитектурного института (№ 11)
Комплекс зданий современного Московского архитектурного института занимает часть бывшей усадьбы И. И. Воронцова, впоследствии принадлежавшей И. И. Бекетовой, а затем Медико-хирургической академии и клиникам Московского университета. Усадьба занимала обширную территорию, ограниченную по периметру улицами Рождественка, Кузнецкий Мост, Неглинная и Сандуновским переулком. После того, как для Университетских клиник К. М. Быковский построил новый городок на Девичьем поле, территория усадьбы была разделена: часть по Неглинной улице (территория сада, не имевшая построек), отошла Московской конторе Государственного банка, другая часть — по Рождественке, от Кузнецкого Моста до Сандуновского переулка — попала в распоряжение Строгановского училища. На участке Строгановского училища размещались главный усадебный дом, два симметричных флигеля и хозяйственные постройки. Помещения усадьбы оказались непригодны для размещения училища, и было принято решение продать часть территории по Кузнецкому Мосту братьям Павлу и Сергею Третьяковым, которые построили на этом участке по проекту А. С. Каминского доходный дом. На вырученные от продажи участка деньги Строгановское училище приняло решение реконструировать усадебные постройки, для чего была образована Строительная комиссия в составе попечителя училища Н. А. Найдёнова, директора Ф. Ф. Львова, московского губернского инженера А. А. Мейнгарда, архитекторов К. М. Быковского и С. У. Соловьёва.

##### Книжная лавка архитектора (№ 11, стр. 4)
Левый флигель бывшей усадьбы Воронцова постройки 1770-х годов был перестроен в 1904 году по проекту архитектора Ф. О. Шехтеля для размещения ткацкой мастерской и магазина Строгановского училища. Узкое трёхэтажное здание пристроено к доходному дому Третьяковых. Фасад дома оформлен полихромным керамическим панно с ренессансными арабесками, выполненным по проекту учеников Строгановского училища. После постройки на первом этаже дома открылся магазин, который после размещения здесь Архитектурного института, получил название «Книжная лавка архитектора». В настоящее время в доме размещается также один из корпусов МАРХИ.
На границе с владением Третьяковых, в глубине двора за левым флигелем находился и бывший каретный сарай Медико-хирургической академии, построенный архитектором Х. И. Ежовым и реконструированный в 1890-х годах после раздела участка. Каретный сарай был снесён в 2007 году.

##### Городская усадьба И. И. Воронцова (Строгановское училище. Московский архитектурный институт) (№ 11, стр. 2)

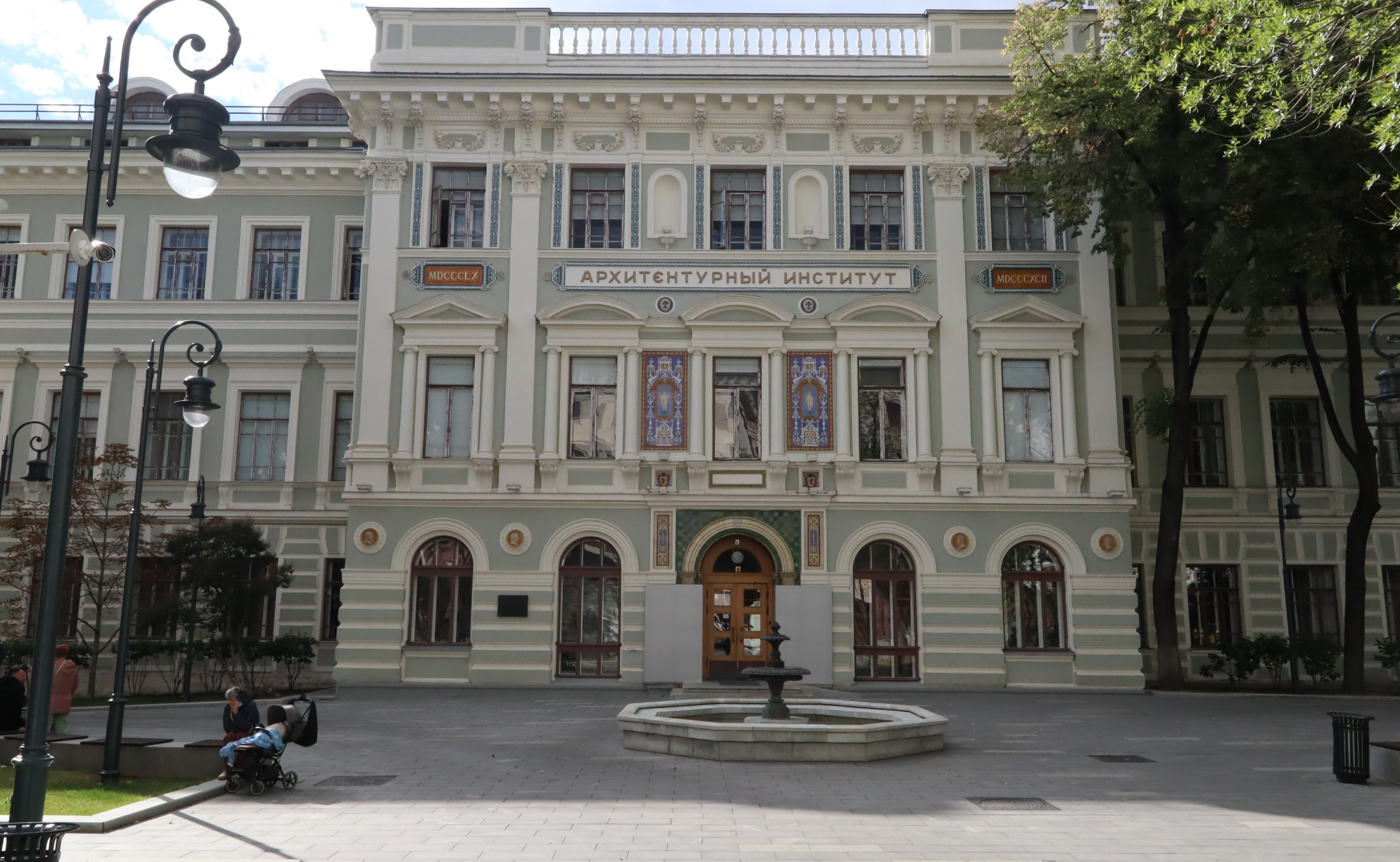
Ул. Рождественка, д.11с2, 2022 г.

Бывший главный дом городской усадьбы графа И. И. Воронцова и его потомков. Усадьба в основном сформировалась в середине XVIII века, в 1770-х годах главным дом приобрёл классический облик. По сторонам парадного двора стояли флигели, обращённые торцевыми фасадами к Рождественке. В XIX веке (до 1845 года) здание занимала Московская медико-хирургическая академия, в 1880 году сюда переехало Строгановское художественно-промышленное училище. Именно в этот период фасад здания был украшен барельефными портретами, полихромными панно с мотивами римских гротесков и вазами в нишах третьего этажа (не сохранились), выполненными в Керамической мастерской училища. Руководитель мастерской академик М. В. Васильев, автором барельефных портретов и некоторых других деталей фасада являлся преподаватель училища скульптор В. С. Бровский; над фасадами также работал молодой преподаватель Д. П. Сухов. С 1930 года в здании располагается Архитектурный институт (МАрхИ).
В 1960-х годах между крыльями здания был построен выставочный зал. В 2000 году над центральной частью здания надстроена мансарда, скрытая со стороны Рождественки скатом кровли.

##### Учебный корпус Строгановского училища (№ 11/2)
В 1915 году по проекту архитектора А. В. Кузнецова к главному зданию училища с северной стороны был пристроен большой пятиэтажный учебный корпус. Здание стало одним из первых в Москве сооружений из железобетона. Рациональная структура фасада учебного корпуса сочетает в себе отдельные элементы модерна и неоклассики. Во время Первой мировой войны в здании размещался госпиталь для раненых. В 1918 году здесь прошёл первый съезд Коммунистической партии Украины. В 1935—1978 в доме размещалось Министерство высшего образования СССР. В настоящее время в доме находятся аудитории МАРХИ.

#### Церковь Святителя Николая Чудотворца в Звонарях (№ 15/8)
Церковь упоминается в источниках с 1619 года и первоначально принадлежала «Убогому дому». С 1657 года здесь уже стоял каменный храм. Название «в Звонарях» впервые появляется в документах в 1677 году, свидетельствуя о нахождении на этом месте Звонарской слободы, в которой жили звонари колокольни Ивана Великого. Современный храм построен в 1762—1781 годах по заказу графа И. И. Воронцова по проекту архитектора К. И. Бланка. Возможно, здание включает элементы более старых построек. Церковное здание сочетает в себе старые традиции с элементами позднего барокко, колокольня выполнена в более простых и строгих формах. Здание сооружено по традиционной осевой схеме: храм — трапезная — колокольня. Постройка храма на высокой точке рельефа определяет его доминирующую роль в этой части улицы. Здание церкви является объектом культурного наследия федерального значения.

#### Дом-коммуна ЖСКТ «Изотерма» (№ 21/7)
Семиэтажное административное здание на углу с Нижним Кисельным переулком построено в 1930 году по проекту архитектора Н. Д. Колли для размещения дома-коммуны ЖСКТ «Изотерма» (по другим данным — для треста «Хладострой») Композиционным центром строения является его угловая часть, оформленная эркером и крупными окнами первых шести этажей. Верхний этаж имеет небольшие проемы и поэтому напоминает декоративный фриз. Во дворе примечателен лестничный блок, представляющий собой остекленный цилиндр. По стилистике здание напоминает дореволюционные деловые постройки и тяготеет к конструктивизму. Здание отнесено к категории ценных градоформирующих объектов. До постройки современного здания на этом месте находился дом священнослужителей, в котором в 1870-х годах жил зубной врач, отец известных артистов-трагиков Л. Адельгейм.

#### Комплекс домов доходных К. С. Шиловского (№ 23/5)
Комплекс доходных домов построен в 1886 году архитектором В. Н. Карнеевым. Здесь жил почвовед-агрохимик, основоположник коллоидной химии почв, академик К. К. Гедройц.

#### Конторское здание треста «Трансстрой» (№ 27)
Шестиэтажное конторское здание построено в 1929—1932 годах по проекту архитекторов И. Комарова, Н. Годунова и инженера В. Римского-Корсакова. Асимметричное здание поставлено с отступом от красной линии улицы, одна из стенок вестибюля имеет круглое окно, кровля вестибюля представляет собой крышу-террасу.

### По чётной стороне

#### Здание магазина «Детский мир»
Магазин «Детский мир» построен в 1955—1967 годах по проекту авторского коллектива архитекторов, возглавляемого А. Н. Душкиным, при участии Г. Г. Аквилева, Ю. В. Вдовина, И. М. Потрубач. Здание занимает квартал, ограниченный Рождественкой, Пушечной улицей, Лубянской площадью и Театральным проездом. Сильный уклон участка определил увеличение числа этажей здания от 6 со стороны Лубянской площади до 9 со стороны Рождественки. Фасады здания имеют двухъярусное построение. Нижняя часть на высоту четырёх этажей оформлена сплошь остеклёнными арочными проёмами; верхняя двухэтажная часть, имеющая форму аттика, прорезана небольшими прямоугольными окнами.
Во время реконструкции 2008—2015 годов внутреннее архитектурное решение и интерьеры были практически полностью изменены.

#### Владение № 8
Владение известно с 1770-х годов и принадлежало, как и большинство соседних участков, графу И. И. Воронцову. В середине XIX века угловой частью владели Комаровы, а северной, по Рождественке, Засецкие. В 1875 году обе части владения перешли крупному московскому предпринимателю И. Г. Фирсанову, а затем его дочери В. И. Фирсановой-Ганецкой. В середине 1890-х годов угловой с Рождественкой участок приобрёл основанный Л. С. Поляковым Московский международный торговый банк, являвшийся одним из самых крупных банков России.

##### Московский международный торговый банк (№ 8/15)
В начале 1800-х годов на углу с Рождественкой стоял дом купца В. Деллавоса, затем перешедший Ф. Шмиту, а после него П. Маскле. В 1820-х годах в доме размещались модные магазины Фало и Ришара, магазин стальных вещей Андрюса, пенковых трубок Якобсона, токарная мастерская Копривы. В 1830-х — 1860-х годах участок принадлежал владельцам магазина столовой посуды Гарднера, отцу и сыну Комаровым. Позднее здесь разместились магазины: музыкальный Эрлангера, «Гаванский магазин» колониальных товаров К. Мальмерга, «Депо папирос и табака».
После продажи Фирсановыми участка Международному торговому банку старые строения были снесены, и в 1895—1898 годах архитектор С. С. Эйбушитц возвёл современное здание на переломе улицы, замыкающее её перспективу между Неглинной и Рождественкой. Архитектурным прототипом возведённого в стиле ренессанса дома послужило здание банка Святого Духа в Риме — первого в истории архитектуры сооружения, построенного специально для банковских нужд. Угловой вход, акцентированный большим полуциркульным окном и башнеобразным выступом четвёртого этажа, а также ритм уменьшающихся окон сообщают зданию несколько преувеличенный масштаб, делают его доминантой на этом участке улицы. Монументальное банковское здание облицовано радомским песчаником и украшено орнаментом из цинка, первый этаж выделен крупной рустовкой и тёмной окраской. Диагонально ориентированный операционный зал банка перекрыт лёгкими конструкциями инженера В. Г. Шухова. Первоначально дом венчал небольшой аттик с маскароном, однако к 1930-м годам он был утрачен.
В начале XX века на первом этаже здания открылся один из самых необычных ресторанов Москвы «Квисисано», в котором полностью отсутствовала прислуга, а еда и напитки выдавались автоматическими буфетами. После объединения В. С. Татищевым в 1909 году трёх бывших банков Полякова в здании разместился Соединённый банк. В советское время здание занимали также преимущественно банковские учреждения: Центральная сберкасса, Международный банк экономического сотрудничества (Банк СЭВ), Жилсоцбанк СССР. В начале 1920-х годов здание было отремонтировано по проекту архитектора А. Д. Чичагова. В 1959 году на третьем этаже здания разместился возглавляемый И. Э. Грабарём Государственный институт искусствознания. В 1990 году владельцем здания стал Мосбизнесбанк, на средства которого в 1995 году архитектором В. А. Боевым была произведена первая с момента постройки реставрация, в результате которой фасадам и интерьерам здания был возвращён первоначальный облик. В настоящее время в доме размещается головной офис Банка Москвы. Здание является объектом культурного наследия регионального значения.

##### Доходный дом Фирсанова (№ 8/15, стр. 2, снесён)

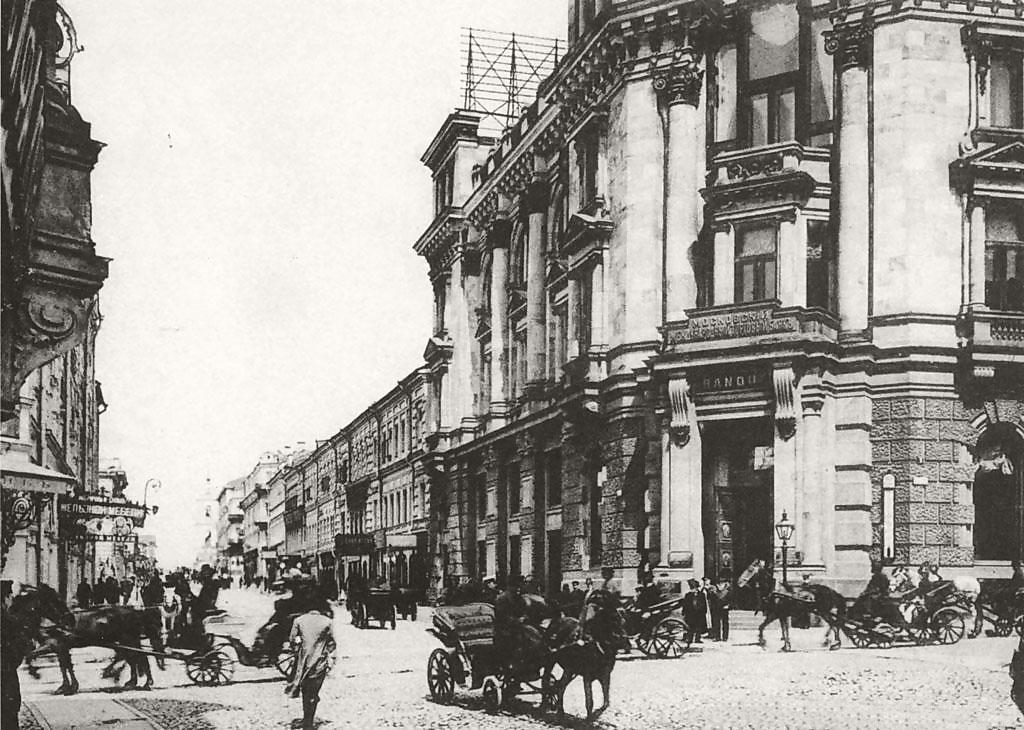
Доходный дом Фирсанова (второй дом справа), фото начала XX в.

В начале XIX века эта часть владения принадлежала надворной советнице Т. А. Агентовой, затем капитану Д. П. Вердеревскому, а после него надворному советнику М. Д. Засецкому. В доме располагались магазин бриллиантовых и золотых дел мастера Фульда, сапожника из Парижа Манго, дагерротипия Мюкке, столовая Лагоша, магазин воздушных шаров Фельдштема, корсетная мастерская Эрнести. Во дворе находились башмачное ремесленное заведение Лоскутова и небольшая суконно-набивная фабрика Маслова. В доме часто бывал А. В. Сухово-Кобылин, снимавший здесь для своей возлюбленной Луизы Симон-Деманш квартиру. Здесь жили также математик Б. К. Млодзиевский, хирург Ф. Е. Гааг, актёр Л. Л. Леонидов. Купивший владение И. Г. Фирсанов перестроил в 1875 году дом по проекту архитектора М. А. Арсеньева. Фирсановы продолжали сдавать дом внаём: здесь размещались книжные магазины Н. И. Мамонтова, Д. Байкова, Р. Нератова, П. Челягина, библиотека и магазин А. П. Зубчаниновой, училище Е. Ф. Отто. В 80-х — 90-х годах XX столетия в доме размещался Департамент труда и занятости и Молодёжная биржа. Несмотря на охранный статус, дом Фирсанова был снесён в конце 2000-х годов. При возведении нового здания Банка Москвы на стройке погибла Л. Меликова — известная защитница исторической застройки.
- № 10/2 — Городская усадьба Я. И. Чекойского — М. С. Калмыкова — Доходное владение В. С. Мышецкого (1821, до 1844, 1884, арх. М. А. Арсеньев)[62]
- № 12 — здание Института востоковедения РАН. Бывшая усадьба XVIII века была перестроена в 1895 году И. А. Ивановым-Шицем в доходный дом А. Н. Прибылова, затем здесь размещалась гостиница «Берлин». В XX веке здание передано Институту востоковедения.

#### Богородице-Рождественский женский монастырь (№ 18—20)

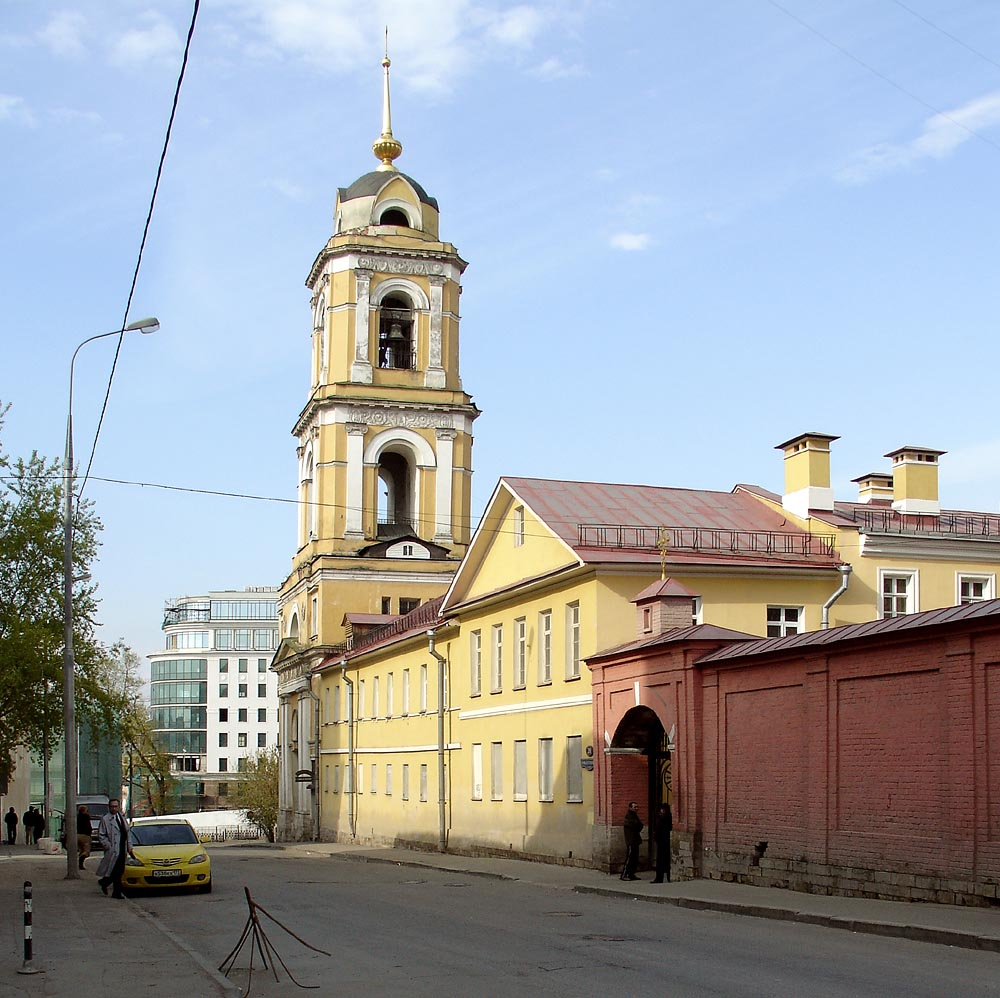
Богородице-Рождественский женский монастырь, 2007 г

Монастырь занимает весь квартал от Большого Кисельного переулка до Рождественского бульвара. Главный собор монастыря, расположенный в глубине квартала — одно из старейших сооружений Москвы, он построен в 1505 году. Церковь Иоанна Златоуста построена в 1677 году, а колокольня выходящая на Рождественку — в 1835 по проекту архитектора Н. И. Козловского. Территория культурного слоя Рождественского монастыря охраняется в качестве объекта культурного наследия федерального значения.

## Галерея

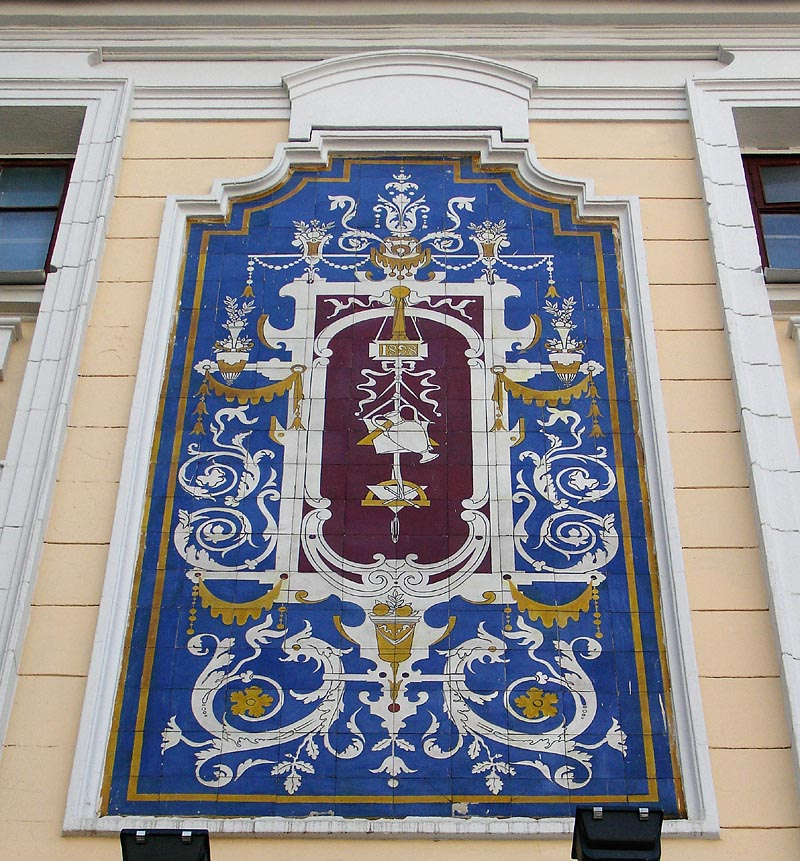
Керамические вставки на здании МАрхИ
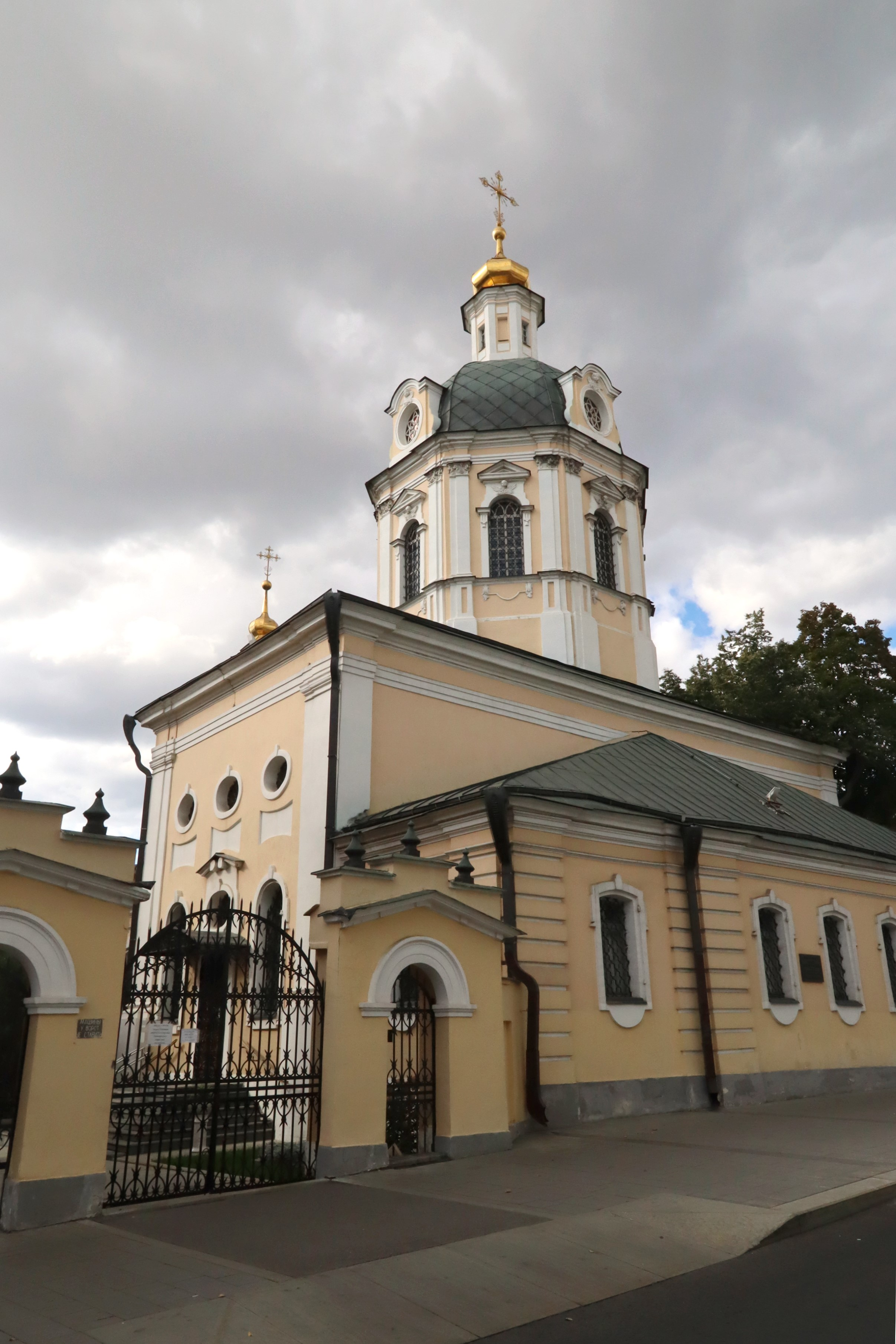
Дом №15 — Никольская церковь
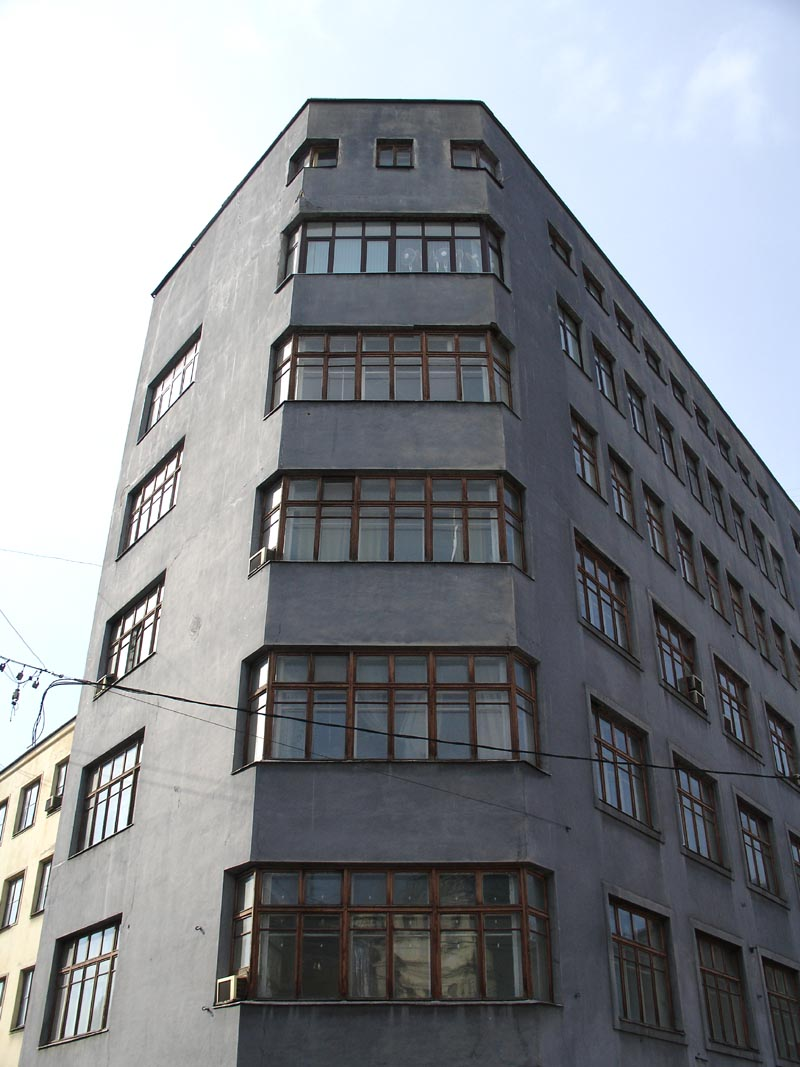
Дом №21

### Исторические путеводители
- Федосюк Ю. А. Москва в кольце Садовых. — М.: Астрель, АСТ, 2009. — С. 52—62. — 448 с. — 3000 экз. — ISBN 5-239-01139-7.
- Федосюк Ю. А. Москва в кольце Садовых. — 2-е, перераб. изд. — М.: Московский рабочий, 1991. — С. 211—214. — 496 с. — 50 000 экз.
- Сытин П. В. История московских улиц. — М.: Эксмо, 2008. — С. 140—143. — 512 с. — 5100 экз. — ISBN 978-5-699-24988-6.
- Сытин П. В. По старой и новой Москве. — М.: Государственное издательство детской литературы, 1947. — С. 92—95. — 234 с. — 30 000 экз.
- Никольский В. А. Старая Москва. Историко-культурный путеводитель. — Л.: Брокгауз-Ефрон, 1924. — 30 000 экз.
- Колодный Л. Е. Москва в улицах и лицах. Центр. — М.: Голос-Пресс, 2004. — С. 229—254. — 512 с. — 3000 экз. — ISBN 5-7117-0463-X.
- Митрофанов А.Г. Прогулки по старой Москве: Рождественка. — М.: Ключ-С, 2012. — 256 с. — 3000 экз. — ISBN 978-5-93136-168-0.
- Трофимов В. Г. Москва. Путеводитель по районам. — М.: Московский рабочий, 1972. — С. 159, 175.

### Издания по архитектуре и градостроительству
- Москва: Архитектурный путеводитель / И. Л. Бусева-Давыдова, М. В. Нащокина, М. И. Астафьева-Длугач. — М.: Стройиздат, 1997. — С. 107—111. — 512 с. — ISBN 5-274-01624-3.
- Макаревич Г. В., Альтшуллер Б. Л., Балдин В. И. и др. Белый город // Памятники архитектуры Москвы. — М.: Искусство, 1989. — С. 30—32, 153, 170—171, 179, 197, 207, 219. — 380 с. — 50 000 экз.
- Сытин П. В. История планировки и застройки Москвы. Материалы и исследования (1147—1762) / Салов Ф. И. — М.: Музей истории и реконструкции Москвы, 1950. — Т. 1. — С. 67, 75, 146, 150.
- Сытин П. В. История планировки и застройки Москвы. Материалы и исследования (1762—1812) / Салов Ф. И. — М.: Музей истории и реконструкции Москвы, 1954. — Т. 2. — С. 166, 169, 376, 379, 381.
- Иконников А. В. Каменная летопись Москвы. — М.: Московский рабочий, 1978. — С. 118. — 352 с.
- Латур А. Москва 1890—2000. Путеводитель по современной архитектуре. — 2-е. — М.: Искусство-XXI век, 2009. — С. 175, 200, 205. — 440 с. — 1000 экз. — ISBN 978-5-98051-063-3.
- Нащокина М. В. Московский модерн. — 2-е изд. — М.: Жираф, 2005. — С. 228—229, 343, 387—398, 400, 483. — 560 с. — 2500 экз. — ISBN 5-89832-042-3.
- Кириченко Е. И. Архитектурное наследие А. С. Каминского в Москве. — М.: Издательский дом Руденцовых, 2011. — С. 200, 217, 221—222, 273, 279, 315—318, 323, 325. — 415 с.
- Нащокина М. В. Архитекторы московского модерна. Творческие портреты. — 3-е изд. — М.: Жираф, 2005. — С. 68, 91, 222—225, 412, 482, 504, 511—512. — 2500 экз. — ISBN 5-89832-043-1.
- Муравьёв В. Б. Московские улицы. Секреты переименований. — М.: Алгоритм, Эксмо, 2006. — С. 262. — (Народный путеводитель). — ISBN 5-699-17008-1.

### Статьи
- Сорокин В. В. Памятные места улицы Рождественки с её переулками (левая сторона) // Наука и жизнь. — 1994а. — № 11. — С. 54—59. Архивировано 9 августа 2011 года.
- Сорокин В. В. Памятные места Рождественки и прилегающих к ней улиц и переулков (левая сторона) // Наука и жизнь. — 1995а. — № 1. — С. 87—91. Архивировано 21 ноября 2016 года.
- Сорокин В. В. Памятные места Рождественки и прилегающих к ней улиц и переулков (правая сторона) // Наука и жизнь. — 1995б. — № 3. — С. 48—53. Архивировано 21 мая 2008 года.
- Федосюк Ю. А. Кузнецкий мост // Наука и жизнь. — М., 1983. — № 1. — С. 68—73.